# Lasiodora carinata
Lasiodora carinata é uma espécie de aranha pertencente à família Theraphosidae (tarântulas).